# Xanthorhoe hampsoni
Xanthorhoe hampsoni är en fjärilsart som beskrevs av Louis Beethoven Prout 1925. Xanthorhoe hampsoni ingår i släktet Xanthorhoe och familjen mätare. Inga underarter finns listade i Catalogue of Life.